# 스타드 레뷔르통

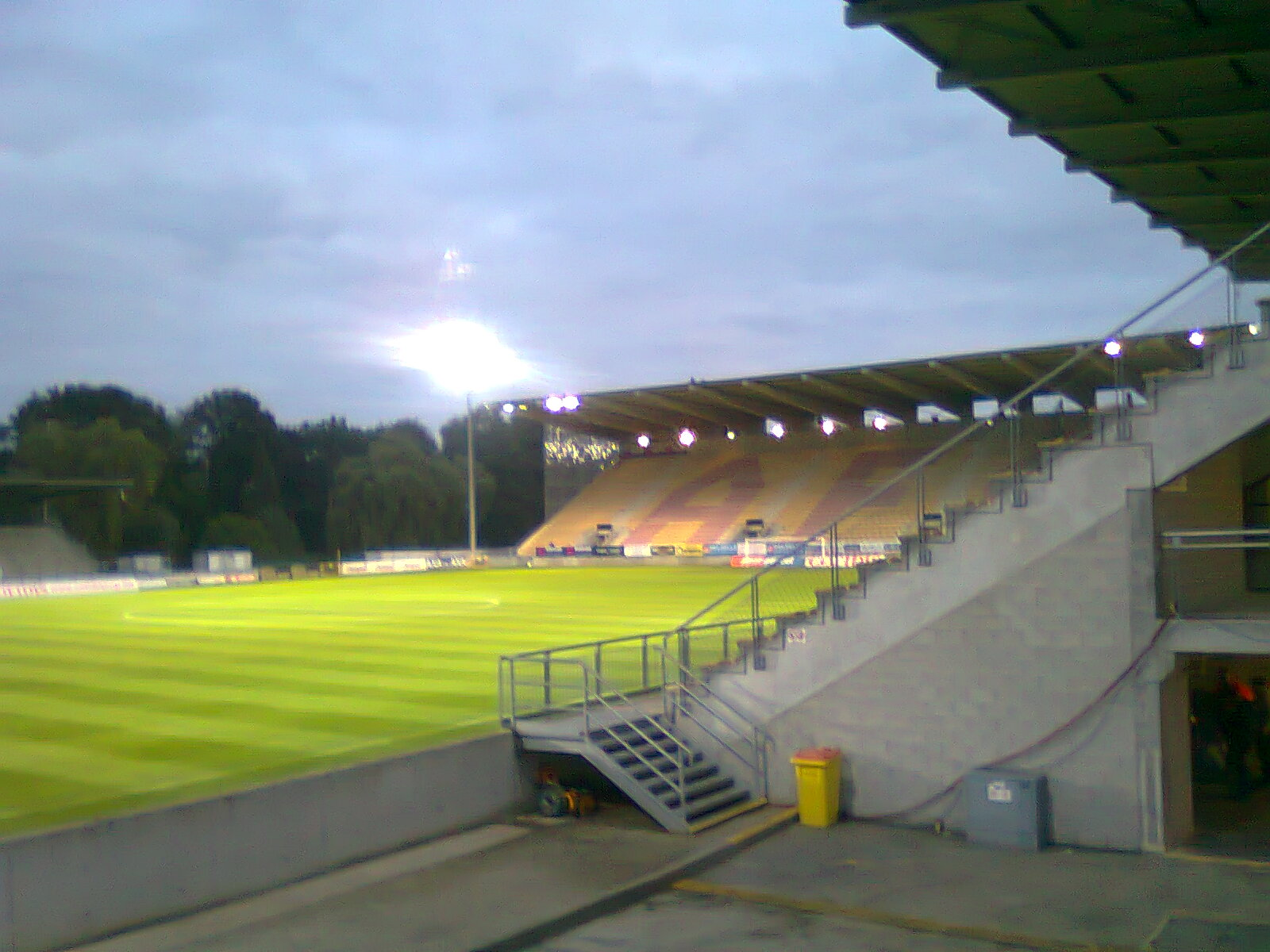

스타드 레뷔르통(Stade Leburton)은 벨기에 튀비즈에 위치한 스타디움이다.